# Max Kricheldorff
Max Kricheldorff (* 10. Juni 1851 in Magdeburg; † 20. Februar 1925 in Göttingen) war ein deutscher Verwaltungsjurist.

## Leben
Kricheldorff studierte an der Georg-August-Universität Göttingen Rechtswissenschaft. 1873 wurde er im Corps Saxonia Göttingen recipiert. Am 3. Februar 1873 wurde er zum Dr. iur. promoviert. 1890 wurde er Landrat des Kreises Northeim. Am 1. September 1919 rückte der Northeimer Bürgermeister Richard Peters für ihn in den Provinziallandtag der Provinz Hannover nach, dem er zuvor seit 1899 angehört hatte. 1920 trat er in den Ruhestand, den er in Göttingen verbrachte.
Er war seit 1891 Mitglied und seit 1892 Vorsitzender des Aufsichtsrats der AG Sachsenhaus. Für seine außerordentlichen Verdienste wählte ihn sein Corps am 18. Juni 1900 zum Ehrenmitglied.
Verheiratet war er mit Else geborene Himburg.